# Шинон (замок)
Замок Шинон (фр. Château de Chinon) — замок в городе Шинон, находится у реки Вьенна, один из королевских замков Луары. Построен на месте бывших римских укреплений и состоит из трёх частей, строившихся по мере исторической надобности. Любимая резиденция английского короля Генриха II.

## История
Основное здание замка, напрямую связанное с историей, было построено на горном отроге графом Блуа Тибо Мошенником в 954 году. В 1044 году каменная крепость, заменившая предшествующие ей конструкции из дерева, перешла во владение Жофрею Мартелю, герцогу Анжуйскому.
Герцог объединил стены двух оборонительных сооружений (Срединного замка и замка Кудре), достроил башни и часовню Святой Мелании. Восточная часть замка была построена Генрихом II Плантагенетом. Она была названа крепостью святого Георгия, в честь покровителя Англии. Работы по возведению восточной крепости, часовни, мельничной башни и других защитных башен велись Генрихом II и его потомками до 1205 года. В этом году замок после многомесячной осады перешел в руки короля Франции Филиппa Августa. 
Вскоре после захвата замка начались работы по постройке Сторожевой и Псовой башен, новых стен и каналов. Постройка замка продолжалась до XV века, когда были построены королевские покои с большим тронным залом. В замке также находилась тюрьма, в которой в 1308 году были заключены многие тамплиеры, когда орден попал в немилость.
Наследный принц Карл, изгнанный из Парижа бургундцами, основал в Шиноне свою резиденцию. В 1429 году, во времена, когда свои права на королевский трон заявил английский король Генрих V, Карл встретился в Шиноне с Жанной д’Арк. Жанна узнала будущего короля, затерявшегося в людской толпе, подошла к нему и произнесла: «Добрый принц, меня зовут Жанна-девственница. Король Небесный послал меня к Вам, чтобы сообщить, что вы будете повенчаны на трон в городе Реймсе и вы будете наместником Небесного Короля, который правит Францией». Воодушевлённый словами Жанны, Карл решил вновь восстать против своих противников и в итоге был коронован под именем Карла VII. Шинон стал королевской резиденцией. Вскоре здесь обосновались королева Мария Анжуйская и фаворитка короля Аньес Сорель, покои которых были соединены с королевскими подземными переходами.
Карл VII основал в Шиноне государство, свободное от устаревших институтов феодализма. Именно во время его правления замок переживал своё самое славное время.
История замка связана и с именем Людовика XII; именно здесь он принимал легата папы Александра VI, Чезаре Борджиа, который вручил ему извещение об аннулировании его брака с Жанной де Валуа. Таким образом, Людовик XII получил право жениться на Анне Бретонской, вдове Карла VIII, присоединив таким образом Бретань к своим владениям.
В XVII веке Шинон перешел в собственность кардиналу Ришельё, который оставил его в наследство своим потомкам. Однако герцог Ришельё подверг замок, и так находившийся в плачевном состоянии, новым испытаниям: он разрушил тронный зал и некоторые другие постройки, не отвечавшие духу нового времени. Впоследствии в замке воцарилось запустение, полы и потолки обрушились. После того, как в 1854 году возник риск обрушения замка, началась его постепенная реконструкция. В королевских покоях по оригинальным чертежам был восстановлен пол, а сами комнаты были обставлены копиями старинной мебели.

## Архитектура
На территории замка находилось здание королевских покоев и церковь. Форт Кудре (fort du Coudray) был воздвигнут на краю скалы и отделён от замка пересохшим крепостным рвом. Форт Сен-Жорж (fort Saint-Georges) служил для защиты замка с более опасной стороны — равнинной. От этого форта мало что осталось, здесь ведутся раскопки.

## Фотогалерея
- Вид сверху на то, что осталось от форта Сен-Жорж — основной защиты замка Шинон
- Часовая башня замка Шинон
- Вид на королевские покои замка с часовой башни
- Всё, что осталось от большой залы королевских покоев замка Шинон
- Камин королевских покоев второго этажа замка Шинон
- Внутри королевских покоев замка Шинон
- Башня Буасси замка Шинон
- Донжон замка Шинон
- Вид на королевские покои замка Шинон
- Крепостные стены с равнинной стороны
- Псовая башня